# Полтавська обласна універсальна наукова бібліотека імені Івана Котляревського
Полтавська обласна універсальна наукова бібліотека імені І. П. Котляревського — обласна універсальна бібліотека у Полтаві. Найбільша наукова бібліотека Полтавщини. Заснована 1894 року як Громадська Бібліотека. У 1949 році на честь 150-річчя виходу в світ «Енеїди» бібліотека отримала ім'я Івана Петровича Котляревського. З 1966 року — державна обласна універсальна наукова бібліотека.

## Історія
Бібліотека веде родовід від бібліотеки Полтавського дворянського зібрання: перша бібліотеку в Полтаві знаходилася в одній з кімнат будинку Дворянського зібрання з 1830-х років. У 1835—1836 роках в Полтавській публічній бібліотеці було 200 томів періодичних видань і 48 назв, що складали 143 томи. На той час бібліотекою опікувався літературознавець і фольклорист Микола Андрійович Цертелєв, який у 1830-х роках працював інспектором Полтавського інституту шляхетних дівчат, брав активну участь у роботі громадських організацій. Завідувачем бібліотеки бів І. Зозулін… Фондами бібліотеки користувалося вузьке коло читачів, здебільшого дворяни. Громадськість міста тривалий час домагалася дозволу заснування бібліотеки на демократичних засадах, де читачем міг бути будь-хто з мешканців міста.
На початку 1894 року група полтавської інтелігенції і меценатів на чолі з учителем Інституту шляхетних дівчат Михайлом Андрійовичем Базилевичем та агрономом Павлом Михайловичем Дубровським розробила статут Полтавської громадської бібліотеки, який 18 травня затвердив міністр внутрішніх справ Іван Дурново. Надалі над створенням бібліотеки працював організаційний комітет у складі 12 осіб очолюваний полтавським міським головою Віктором Павловичем Трегубовим: вівся збір пожертв літературою і грошима, складалися списки книг, передплачувалися газети і журнали, підшукувалися відповідні приміщення. Активну допомогу в формуванні бібліотечних фондів надавали установи, організації, зокрема губернське земство та місцеві банки, приватні особи, у тому числі видатні письменники, митці і вчені Володимир Галактіонович Короленко, Григорій Григорович Мясоєдов, Іван Францевич Павловський та інші. Протягом 1894 і 1895 років надійшло 2305 карбованців та 6097 томів книг пожертв.

Поштівка 1900 року. Полтава. Вулиця Пушкінська і бібліотека

Бібліотека відкрилася 21 листопада 1894 року: в будинку Дамського добродійного товариства була відкрита читальня, а в «будинку Кандиби» — абонемент. Офіційно робота бібліотеки розпочалася 10 квітня 1895 року. Бібліотека відразу ж стала осередком культурного життя і самоосвіти у місті та губернії — до кінця 1895 року фондами бібліотеки користувалося понад тисячу читачів.
Бібліотечною діяльністю керувався голова Комітету Полтавської громадської бібліотеки, кандидатура якого після обрання затверджувалася губернатором. В обов'язки Комітету входило завідування грошовою та адміністративною частинами бібліотеки. З особистого дозволу губернатора Громадська бібліотека мала право відкривати свої відділення в містах Полтавської губернії. Тривалий час Комітет очолював Володимир Галактіонович Короленко.
У 1904 році на засіданні Комітету розглядалося питання про створення при бібліотеці Фонду імені Івана Котляревського. Планувалося, що кошти, які надходитимуть до Фонду І. П. Котляревського, стануть джерелом розвитку бібліотечної справи.

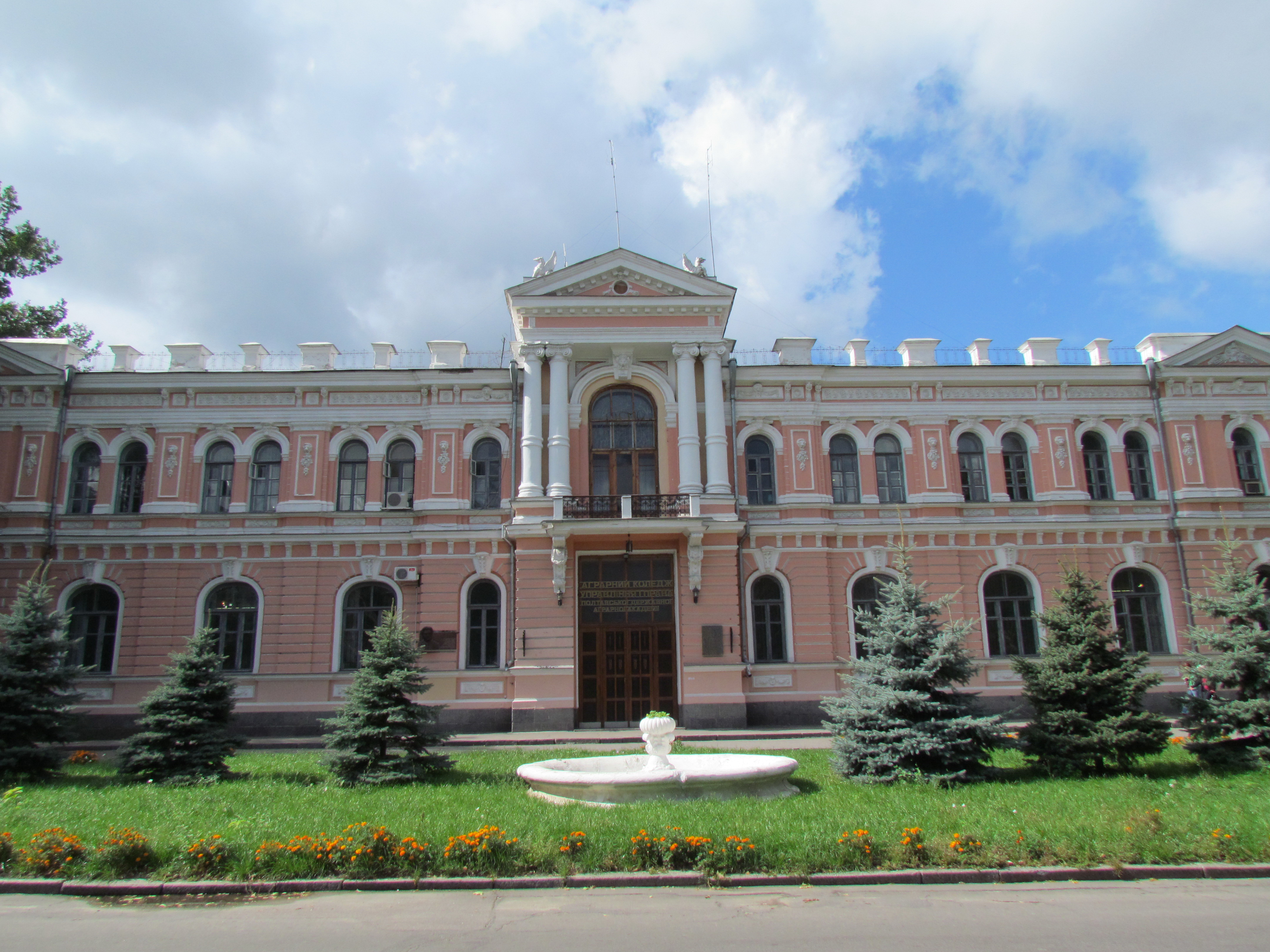
Будинок полтавського земельного банку. В цьому будинку знаходилася обласна бібліотека для дорослих у 1934—1943 роках

В часи Українських визвольних змагань, в травні 1919 року, на базі громадської бібліотеки була організована Центральна наукова бібліотека. А в радянські часи, у 1934 році, бібліотеку перевели у приміщення колишнього Земельного банку. У 1937 році у зв'язку з утворенням Полтавської області — реорганізовано в обласну бібліотеку для дорослих. Напередодні Другої світової війни її книжковий фонд нараховував 150 тисяч примірників.
В період німецької окупації фонди обласної бібліотеки були розграбовані: втрачено понад 70 тисяч томів книг, сім ящиків найціннішої літератури, переважно стародруків вивезено з Полтави. Загинув майже весь краєзнавчий фонд. Непоправних втрат зазнав бібліографічний апарат: знищені каталоги, картотеки, сумарні книги. Але з перших днів визволення Полтави від гітлерівців бібліотека відновила роботу у пристосованих приміщеннях. У жовтні 1943 року заклад розташований в приміщенні 1-ї школи. Вже через три місяці бібліотека зібрала і упорядкувала фонд в 69 тисяч томів.
У 1947 році бібліотеці був переданий двоповерховий цегляний будинок на вулиці Шевченка, 3. Там вона знаходилася 45 років, аж до 1993 року, коли отримала нове спеціально пристосоване приміщення, де й функціонує досі.

## Опис
Полтавська обласна універсальна наукова бібліотека імені І. П. Котляревського це головна бібліотечна установа області, центральне сховище творів друку українською та іноземними мовами, осередок з формування джерелознавчої та бібліографічної бази з історії та культури Полтавщини, науково-методичний центр для масових бібліотек області, центр інформаційно-бібліографічної роботи, галузевої інформації з питань культури і мистецтва, міжбібліотечного абонемента, координації та кооперування діяльності бібліотек всіх відомств і організацій на території області.

### Будівля
Полтавська обласна універсальна наукова бібліотека імені І. П. Котляревського розпочала роботу в новому приміщенні 5 червня 1993 року. Будинок бібліотеки, розташований за адресою вул. Небесної Сотні, 17 — спеціально побудована п'ятиповерхова будівля сучасної архітектури. Інтер'єр бібліотеки оформлений картинами заслужених художників України Миколи Підгорного та Володимира Колеснікова. Освоєння нового приміщення бібліотеки дало змогу збільшити щороку кількість читачів до 25 тисяч, видавати 400 тисяч примірників творів друку, 14 тисяч бібліографічних довідок.
В будинку розташована також Полтавська обласна бібліотека для дітей імені Панаса Мирного.

### Фонди і зали
Універсальний за змістом бібліотечний фонд обласної бібліотеки становить понад 818 тисяч примірників документів. Бібліотека передплачує більше 700 назв журналів та близько 150 назв газет. Читачі мають змогу користуватися інтернетом, сучасними технічними засобами копіювання, сканування. Одним із важливих джерел поповнення фонду стала передача в дар бібліотеці видань від читачів, надходження з української діаспори, представництв зарубіжних країн, громадських об'єднань та організацій України і закордону. Багато цінних видань надійшло від бібліотеки Українського православного собору Святого Володимира (місто Парма, США, штат Огайо), Бібліотеки Конгресу США, Культурного центру Франції в Україні, Української федеральної кредитової спілки (США).
До послуг читачів у бібліотеці сім читальних зал — загальна, зала поточних надходжень періодичних видань, відділи міського абонемента, технічної літератури, обслуговування працівників сільського господарства, літератури з мистецтва, іноземними мовами, краєзнавчої літератури та бібліографії, бібліографічний, науково-методичний, міжбібліотечний абонемент, Інтернет-центр.
Велика робота ведеться бібліотекою по створенню власних електронних баз даних. На початку 2011 року бібліотечний електронний каталог налічував майже 869 тисяч записів і містив бази даних «Книги», «Статті», «Книги іноземними мовами», «Статті іноземними мовами», «Ноти», «Краєзнавство», «Періодичні видання». Бібліотека активно займається проектною діяльністю, завдяки якій відкрито Інтернет-центр, інформаційно-ресурсний центр «Вікно в Америку» (за сприяння Посольства США в Україні), Регіональний навчальний центр за програмою «Бібліоміст».
Щороку бібліотека обслуговує понад 40 тисяч користувачів, книговидача становить 802 тисяч примірників документів.

### Науково-дослідна і просвітницька діяльність
Бібліотекою проводиться робота й з популяризації літератури з національної культури, розкриттю скарбниць світової культури, досягнень науки і техніки, виробництва. З цією метою влаштовуються літературні читання, читацькі конференції, літературно-мистецькі вечори, презентації нових видань, зустрічі з письменниками, діячами культури. Всього проводиться понад 350 масових заходів щорічно.

### Режим роботи
- Неділя—П'ятниця: 9.00 — 17.30
- Вихідний: субота